# Ecologia do fogo

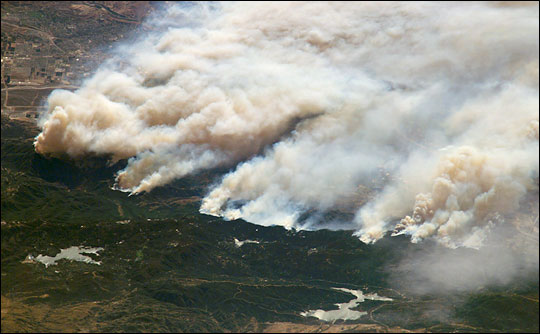
Fogo queimando nas montanhas de San Bernardino na Califórnia (imagem tirada a partir da Estação Espacial Internacional)

Ecologia do fogo é uma disciplina científica preocupada com os processos naturais que envolvem o fogo em um ecossistema e seus efeitos ecológicos, como interações entre o fogo e os componentes abióticos e bióticos. Muitos ecossistemas, particularmente pradarias, savanas, chaparrais e florestas de coníferas evoluíram com o fogo como um contribuinte essencial para a vitalidade e renovação do habitat. Muitas espécies de plantas em ambientes afetados pelo fogo requerem fogo para germinar, estabelecer ou reproduzir. A supressão de incêndios florestais não apenas elimina essas espécies, mas também os animais que dependem delas.
Campanhas nos Estados Unidos historicamente moldaram a opinião pública para acreditar que os incêndios florestais são sempre prejudiciais à natureza. Essa visão é baseada nas crenças ultrapassadas de que os ecossistemas progridem em direção ao equilíbrio e que qualquer distúrbio, como o fogo, perturba a harmonia da natureza. Pesquisas ecológicas mais recentes mostraram, no entanto, que o fogo é um componente integral na função e na biodiversidade de muitos habitats naturais e que os organismos dessas comunidades se adaptaram para resistir e até explorar os incêndios naturais. De maneira mais geral, o fogo é agora considerado um 'distúrbio natural', semelhante a inundações, tempestades de vento e deslizamentos de terra, que impulsionou a evolução das espécies e controla as características dos ecossistemas.
A supressão do fogo, em combinação com outras mudanças ambientais causadas pelo homem, pode ter resultado em consequências imprevistas para os ecossistemas naturais. Alguns grandes incêndios florestais nos Estados Unidos foram atribuídos a anos de supressão de incêndios e à contínua expansão de pessoas em ecossistemas adaptados ao fogo, mas as mudanças climáticas são mais provavelmente responsáveis. Os gestores de terras enfrentam questões difíceis sobre como restaurar um regime de fogo natural, mas permitir que os incêndios florestais queimem é o método mais barato e provavelmente mais eficaz.
Muitos estudos apontam para a importância do fogo em biomas como o cerrado, no Brasil, tendo em vista como o mesmo evoluiu ao longo de milhões de anos sob influência desse distúrbio. Dessa forma, o regime de queimadas naturais, causado por raios ou por atividades humanas controladas, tem um papel ecológico crucial no equilíbrio desse ecossistema. E considerando como a politica de suprimir o fogo a todo custo não condiz com a realidade biológica desses locais, foi criado a abordagem denominada Manejo Integrado do Fogo (MIF), prática que busca equilibrar o uso controlado do fogo para beneficiar o meio ambiente, reduzir os riscos de incêndios catastróficos e atender às necessidades das comunidades locais, integrando conhecimentos científicos, saberes tradicionais e práticas de gestão sustentável para alcançar esses objetivos.